# Батлер, Джон, 6-й граф Ормонд
Джон Батлер (англ.  John Butler, 6th Earl of Ormond; род. в 1420-х — умер 14 декабря 1476) — ирландский аристократ и пэр, 6-й граф Ормонд (1461—1476). Один из послов Англии в важнейших государствах Европы.

## Биография
Второй сын Джеймса Батлера, 4-го графа Ормонда (1393—1452), и его первой жены, Джоан де Бошан (ум. 1430). У него были старший, Джеймс Батлер, 5-й граф Ормонд (1420—1461), и младший брат, Томас Батлер, 7-й граф Ормонд (1426—1515), а также две сестры, Элизабет Батлер (ум. 1473), вышла замуж за Джона Толбота, 2-го графа Шрусбери, и Энн Батлер (ум. 1435), которая должна была стать женой Томаса Фицджеральда, 7-го графа Десмонда, но их брак не состоялся.
В 1449 году Джон Батлер участвовал в военных действиях во Франции во время Столетней войны, где на короткое время был взят в плен.
1 мая 1461 года после гибели своего старшего брата, Джеймса Батлера, 5-го графа Ормонда, не имевшего детей, Джон Батлер унаследовал титул и владения графа Ормонда. В феврале 1470/1471 года король Англии Эдуард IV отменил конфискацию графства Ормонд, наложенную на Джеймса Батлера, 5-го графа Ормонда, за участие в битве при Таутоне в 1461 году и Пилтауне в 1462 году.
Джон Батлер, 6-й граф Ормонд, знал языки и служил послом Англии в основных европейских государствах.
Джон Батлер отправил в паломничество в Святую землю, во время которого он и скончался, до 15 июня 1477 года, возможно, 14 декабря 1476 года.
Он не был женат, но у него была связь с Рейнальдой О’Брайен, дочерью Турлоха О’Брайена, короля Томонда. У него было трое незаконнорожденных сыновей:
- Сэр Джеймс Ормонд (1462—1497)[2]
- Джон Ормонд (1462—1503)[2]
- Эдвард Ормонд (род. 1450)[2]

В 1476 году после смерти Джона Батлера, 6-го графа Ормонда, не имевшего законных детей, графский титул унаследовал его младший брат, Томас Батлер, 7-й граф Ормонд (1426—1515).